# GNU Prolog
GNU Prolog (também chamado gprolog) é um compilador e um ambiente de depuração interativo para Prolog, desenvolvido por Daniel Diaz, disponível para Unix e Windows. Também suporta algumas extensões para o Prolog, incluindo programação com restrições, parsing através de gramáticas de cláusulas definidas, e uma interface para o sistema operacional.
O compilador converte o código fonte em bytecodes que podem ser interpretados por uma máquina abstrata de Warren e os convertem em executáveis independentes.